# Kings of Metal EP
Kings of Metal EP è il primo EP della band heavy metal Manowar. Esso è stato pubblicato nel 1989 anche in lingua tedesca col titolo Herz Aus Stahl.

## Tracce
1. Kings of Metal
2. Pleasure Slave
3. Herz aus stahl

## Formazione
- Ross the Boss - chitarra
- Joey DeMaio - basso
- Scott Columbus - batteria
- Eric Adams - voce